# 江井康胤
江井 康胤（えねい やすたね、1971年7月20日 - ）は、社会人野球の元選手（内野手、右投右打）である。東北マークスに所属していた。

## 人物・来歴
千葉県出身。野田北高（野田高と統合され、現在は野田中央高）を卒業後、東北福祉大に進学、強打の内野手として鳴らし、大学選手権の出場経験を持ち、仙台六大学リーグでは首位打者と打点王にそれぞれ2回輝く。4年時には、日本・キューバ対抗戦で、初めて日本代表に選出された（現在のところ江井の日本代表経験はこのときの1回のみである）。本来であれば1994年で卒業であったが、大学時に故障した右肩のリハビリを行うため、1年間大学に聴講生として残り、1995年にJTに入社した。
JTに入社するとすぐに「3番・サード」の定位置を獲得。ロングヒッターではなく、極めて高いアベレージヒッタータイプである。グランドスラム誌が2002年の公式戦での打率を集計したところ、江井が並み居る全国の強打者を抑えて1位となった（同誌20号）。
JTのみならず他チームの補強としても活躍し、東北地区を代表する打者となった江井だったが、2003年末に衝撃的な知らせが飛び込む。所属するJTがチームを2004年シーズン限りで廃部すると発表したのであった。動揺が走る中、ベテランとなっていた江井は若手選手を自ら引っ張り、第75回都市対抗野球大会出場にこぎつける。チームは同じく東北代表で出場した七十七銀行とともに快進撃を続け、今までチャレンジして跳ね返されてきた準々決勝も乗り越え、初の準決勝進出。王子製紙の前に敗れ、優勝はならなかったが、JTの廃部を前に大きな輝きを見せた。
JT廃部後、江井はJTでの勤務を続けながら、同じく仙台市を本拠地とするクラブチーム、NTTグループ東北マークスに移籍。同チームでも内野のレギュラーポジションを獲得し、30代半ばにしてなお都市対抗野球大会の補強選手に選ばれるだけの高い技術と体力を維持する選手であった。
その後は、東日本国際大学野球部で助監督を務め、2023年秋から東日本国際大昌平高の監督に就任。

## 日本代表キャリア
- 日本・キューバ対抗戦（1994年）

## 主な表彰・タイトル
- 都市対抗野球大会優秀選手賞（三塁手部門）　2回（2001年、2004年）